# Pseudarthromerus spurius
Pseudarthromerus spurius is een hooiwagen uit de familie Sclerosomatidae.